# Mohd Safiq Rahim
Mohammad Safiq bin Rahim (né le 5 juillet 1987) est un footballeur international malaisien qui joue en faveur du Johor Darul Ta'zim F. C., en Super League. Il compte 66 sélections et 15 buts en équipe nationale entre 2007 et 2016.
Safiq commence sa carrière avec l'équipe de Selangor, avant de passer au PLUS FC. Il retourne à Selangor en 2010, remportant la Super League et le Charity Shield. En 2013, il est transféré au Johor Darul Ta'zim, club avec lequel il remporte de nombreux titres.

## Carrière en club
Safiq commence sa carrière avec le club de Selangor FA. Il devient rapidement capitaine de l'équipe et un de ses joueurs-clés. Avec son club, il termine à la 4e place du championnat et en finale de la Coupe de Malaisie. En 2009, il quitte Selangor pour le club de PLUS FC, promu de deuxième division. Il n'y joue qu'une seule saison, avec un bilan de cinq buts en sept rencontres, et revient au Selangor FA. Safiq remporte ses premiers trophées nationaux l'année suivante en devenant champion de Malaisie et en gagnant le Charity Shield, la Supercoupe de Malaisie. En 2011, il devient à nouveau capitaine de l'équipe, prenant la succession de Saziman, blessé durant la deuxième partie de la saison. Selangor ne parvient pas à conserver son titre et ne se classe que quatrième du championnat.
Safiq a des contacts avec plusieurs formations, dans l'optique d'être transféré à l'issue de la saison 2011. En juin, le club indonésien de Persib Bandung annonce qu'il souhaite lui proposer un contrat pour la saison 2011-2012, proposition que le joueur choisit de refuser. Deux mois plus tard, Safiq effectue un essai de trois semaines avec le club gallois de Cardiff City, avec l'aide de la propriétaire de Cardiff, Dato Chan Tien Ghee,. Ce test ne donnera pas lieu à un transfert en Europe pour le milieu de terrain international.

### Johor Darul Ta'zim FC
Safiq rejoint le Johor Darul Ta'zim FC pour la saison 2013. Il fait ses débuts et marque son premier but avec sa nouvelle équipe lors du match d'ouverture de la Super League contre Pahang FA. Il est nommé capitaine du club à partir de 2015, et remporte le premier titre international du club, la Coupe de l'AFC la même année. Il est élu homme du match lors de la finale, remportée 1-0 face aux ouzbéks d'Istiqlol Douchanbé. Le club domine également la Super League, qu'il remporte pendant trois années consécutives, entre 2014 et 2016. 

## Carrière internationale
Safiq joue tout d'abord avec l'équipe nationale des moins de 20 ans, puis des moins de 23 ans. 
Il est sélectionné pour la première fois en équipe nationale A à partir de 2007. Il joue son premier match avec la Malaisie le 14 janvier 2007 lors du Championnat de l'ASEAN, en match de poule contre la Birmanie. 
Il marque son premier but international lors d'un match amical (non officiel) contre le Zimbabwe, le 12 juillet 2009. Son premier but officiel en match international a lieu en février 2011 contre Hong Kong.
Il fait partie du groupe vainqueur de la Suzuki Cup 2010, remportée pour la première fois par la Malaisie. 
Quatre ans plus tard, il est à nouveau sélectionné pour participer à l'édition 2014. Après avoir passé sans encombre le premier tour, la Malaisie parvient à éliminer l'un des pays organisateurs, le Viêt Nam, avec deux buts (tous deux sur penalty) inscrits par Safiq. En finale, les malaisiens sont opposés à la Thaïlande, qui s'impose malgré une victoire de la Malaisie au match retour, insuffisante pour remporter un second trophée. Avec ses six buts au cours de la compétition, Safiq devient le premier milieu de terrain à être sacré meilleur buteur.
Le 12 juillet 2016, Safiq annonce sa retraite internationale, sur les réseaux sociaux et le site internet de son club. Il se retire de la sélection au même moment qu'un autre coéquipier, Aidil Zafuan.

## Statistiques

### Buts internationaux
| #   | Date             | Stade                                          | Adversaire      | Résultat | Compétition                               |
| --- | ---------------- | ---------------------------------------------- | --------------- | -------- | ----------------------------------------- |
| 1.  | 9 février 2011   | Stade Shah Alam, Shah Alam                     | Hong Kong       | 2–0      | Match amical                              |
| 2.  | 29 juin 2011     | Stade national Bukit Jalil, Kuala Lumpur       | Taïwan          | 2–1      | Éliminatoires pour la Coupe du monde 2014 |
| 3.  | 3 juillet 2011   | Stadium municipal de Taipei, Taïwan            | Taïwan          | 2–3      | Éliminatoires pour la Coupe du monde 2014 |
| 4.  | 13 novembre 2011 | Indira Gandhi Athletic Stadium, Guwahati, Inde | Inde            | 1–1      | Match amical                              |
| 5.  | 8 juin 2012      | Stade Jalan Besar, Singapore                   | Singapour       | 2–2      | Match amical                              |
| 6.  | 12 juin 2012     | Stade Shah Alam, Shah Alam                     | Singapour       | 2–0      | Match amical                              |
| 7.  | 16 octobre 2012  | Stade Mong Kok, Mong Kok                       | Hong Kong       | 3–0      | Match amical                              |
| 8.  | 28 novembre 2012 | Stade national Bukit Jalil, Kuala Lumpur       | Laos            | 4–1      | AFF Suzuki Cup 2012                       |
| 9.  | 26 novembre 2014 | Stade Jalan Besar, Singapore                   | Thaïlande       | 2-3      | AFF Suzuki Cup 2014                       |
| 10. | 29 novembre 2014 | Stade national, Kallang                        | Singapour       | 3-1      | AFF Suzuki Cup 2014                       |
| 11. | 7 décembre 2014  | Stade Shah Alam, Shah Alam                     | Viêt Nam        | 1-2      | AFF Suzuki Cup 2014                       |
| 12. | 11 décembre 2014 | Stade national My Dinh, Hanoï                  | Viêt Nam        | 1-2      | AFF Suzuki Cup 2014                       |
| 13. | 20 décembre 2014 | Stade national Bukit Jalil, Kuala Lumpur       | Thaïlande       | 3-2      | AFF Suzuki Cup 2014                       |
| 14. | 20 décembre 2014 | Stade national Bukit Jalil, Kuala Lumpur       | Thaïlande       | 3-2      | AFF Suzuki Cup 2014                       |
| 15. | 3 septembre 2015 | Stade Shah Alam, Shah Alam                     | Arabie saoudite | 1-2      | Éliminatoires pour la Coupe du monde 2018 |

## Palmarès

### En club
Selangor
- Charity Shield : 2010
- Super League : 2010

Johor Darul Ta'zim
- Super League : 2014, 2015, 2016
- Coupe de la Fédération de Malaisie : 2016
- Charity Shield : 2015, 2016
- Coupe de l'AFC : 2015

### En équipe nationale
Avec la Malaisie
- Jeux de l'Asie du Sud-Est : Médaille d'or au tournoi de football lors des Jeux 2009
- Championnat d'Asie du Sud-Est : Vainqueur en 2010, finaliste en 2014

### Récompenses individuelles
- FAM Football Awards : 2011, 2012 et 2015
- Membre de l'équipe-type de l'AFF Suzuki Cup 2012
- Meilleur buteur de l'AFF Suzuki Cup 2014
- Meilleur joueur de la Coupe de Malaisie: 2014
- Meilleur joueur de la Coupe de l'AFC : 2015[3]